# DBASE

dBASE var den første almindeligt forekommende databaseapplikation til microcomputere. dBASE blev oprindelig udviklet af Ashton-Tate til operativsystemet CP/M og senere til Apple II, Apple Macintosh og IBM PC under MS-DOS. Det var det mest solgte stykke programmel i flere år i 1980-erne. dBASE var ikke i stand til at klare overgangen til de grafiske grænseflader som Microsoft Windows med succes og blev gradvis erstattet af andre og nyere produkter som Paradox, Clipper, og FoxPro. Ashton-Tate blev opkøbt af Borland i 1991, som solgte rettighederne til dBASE produktet videre til det nydannede dBASE Inc i 1999
dBASEs database struktur med dbf database filen, diverse søgeindeksfiler og en fuldtekst datafil er dog i dag stadig vidt udbredt blandt mange andre systemer med et simpelt format til at lagre strukturerede data. Almindeligvis beskrives disse systemer som xBase systemer på grund af produktbeskyttelsen af navnet dBASE.

## Historie
dBASEs kan spores tilbage til midten af 1960'erne i form af et system kaldet RETRIEVE, som blev markedsført af Tymshare Corporation. Én af RETRIEVEs brugere var Jet Propulsion Laboratory og i slutningen af 1960-erne opfordrede de en af deres egne programmører Jeb Long, til at udvikle deres egen tilrettede version. Resultatet blev JPLDIS (Jet Propulsion Laboratory Display Information System) som var skrevet i programmeringssproget FORTRAN og kørte på deres UNIVAC 1108 mainframe.
I 1978 skrev C. Wayne Ratliff en anden programmør ved JPL er databaseprogram i sproget assembler til operativsystemet CP/M baseret på JPLDIS. Han kaldte det Vulcan efter figuren Spock i Star Trek-serien . Dette program var skrevet for at hjælpe ham med at vinde et væddemål om fodbold på hans arbejdsplads. Efter mere udvikling og efter at have anvendt systemet til at styre hans skatteregnskab, mente han at det havde en kommerciel mulighed.
I oktober 1979 og de følgende fem måneder tryktes en annonce for Vulcan i BYTE magazine, hvor systemet solgtes for US$ 50 pr. licens. Efterspørgslen var ikke enorm, men trods alt mere end han kunne overkomme. I sommeren 1980 blev arbejdet med at sælge, markedsføre, distribuere og supportere Vulcan (ved siden af et fuldtidsjob) for meget. Han besluttede sig for at stoppe markedsføringen af Vulcan og kun supportere de kunder, der allerede havde købt produktet.

### Ashton-Tate
George Tate og Hal Laslee overtog markedsføringsrettighederne for Vulcan De havde allerede en virksomhed ved navn Discount Software (med én ansat). Dette samarbejde fortsatte frem til 1983 med Ratliff som direktør.
Ratliff blev senere projektkoordinator for dBASE III, samt designer og chef udvikler. Jeb Long blev ansat på dette tidspunkt og arbejdede med dBASE i de næste 8 år. Han blev kendt som dBASE guru hos Ashton-Tate og var arkitekten bag dBASE's indbyggede programmeringssprog.

### dBASE III
De originale versioner af dBASE (I og II) var programmeret direkte i assembler, men efterhånden som programmet voksede blev det besluttet at omskrive den næste version i programmeringssproget C.
Dette viste sig at være fatalt. Medens dBASE III som blev frigivet i juni 1984 kørte acceptabelt på nyere PC'er, så var det for langsomt på ældre PC'er.
Efterfølgende frigivelser af produkter baseret på dBASE II fortsatte medens man arbejdede på performance problemerne, som først blev løst i slutningen af 1985.
Ikke desto mindre blev dBASE III og efterfølgeren dBASE III+ en reference platform for dBASE og xBase. Når der i almindelighed henvises til dBASE er det oftest dBASE III+ platformen, der refereres til.
I slutningen af 1980-erne udviklede Nantucket Corporation Clipper, som var en compiler der kunne oversætte dBASES's .prg programmer til eksekverbare .exe filer. Derved undgik man at skulle installere dBASE runtime modul for at kunne anvende databaser og applikationer.
Netværkssoftware begyndte at dukke op og dBASE III+ fik indbygget flerbrugerfaciliteter som LOCK/UNLOCK RECORD. På dette tidspunkt var dBASE referenceproduktet for mindre databasesystemer til fx kontorprodukter som Lotus 1-2-3 og Microsoft Word.

### Mac producter
Omkring 1986 blev Ashton-Tate grebet af "Mac feber" og man påbegyndte udviklingen af en fuld pakke af Macintosh applikationer. Ashton-Tate opkøbte et lille firma ved navn Ann Arbor Softworks, som arbejdede på "high-end" kontorapplikationer. De frigav deres regneark regneark Full Impact, et tekstbehandlingsprogram FullWrite Professional og et databasesystem ved navn dBASE Mac.
FullWrite og FullImpact fulgte et tidligere mønster og blev frigivet fyldt med fejl, langsomtkørende på almindelige maskiner og ikke mindst over to år forsinket. Produkterne solgte med god grund ikke særligt godt og Ashton-Tate opgav hele projektet, netop som FullWrite var ved at blive modent som produkt. FullWrite genopstod kortvarigt i 1994, men på det tidspunkt havde Microsoft Word overtaget hele markedet.
dBASE Mac var fuldstændigt forskelligt fra PC versionerne, idet der var en fuld grafisk grænseflade (GUI) som gjorde nogle af de komplekse opgaver meget lettere. Endvidere var der en grafisk editor til redigering af data. Produktet blev betegnet som den rigtige måde at bygge en database, men uden mulighed for at dele data med PC versionerne skulle det konkurrere med andre Mac dedikerede databaser som 4th Dimension, Helix og FileMaker, som var langt bedre – men som også allerede med version 2 ophørte med at være et rent Mac produkt og i dag har flest brugere i Windows verdenen. Efter endelig have opgivet denne version, blev der frigivet en direkte portering af dBASE III med fuld DOS-kommandolinie.

### dBASE IV
dBASE-IV blev frigivet i oktober 1988 i USA og var fyldt med fejl. dBASE IV 1.0 havde som noget nyt indbygget SQL grænseflade og en integreret præ-compiler.
Salget svigtede til dels på grund af nye kloner som FoxBase og Clipper. Ashton-Tate besluttede at det bedste svar var at sagsøge FoxBase. I undersøgelsesfasen viste det sig at ophavsretten tilhørte JPL, ikke Ashton-Tate og søgsmålet blev hurtigt opgivet.
Ashton-Tage var i realiteten insolvent og blev opkøbt af Borland i 1991. Problemerne med dBASE-IV blev løst og programmet blev porteret til flere andre platforme som Sun SPARC, IBM's AIX og DEC's VMS. dBASE-IV forblev deres primære produkt frem til starten af 1993.

### dBASE 5
dBASE 5.0 blev en ren PC version til henholdsvis DOS og Windows. I 1993 var dBASE's markedsandel vigende. Borland besluttede at omsætningen var så lille at udviklingen ville stoppe. I stedet blev rettighederne solgt videre til dBASE Inc., et lille firma hvis formål var at holde dBASE i live. Selvom dBASE Inc. forsætter med at frigive nye versioner af dBASE – inclusiv en objektorienteret opgradering til Windows kaldet dBASE Plus – er dBASE ikke længere nogen væsentlig spiller på databasemarkedet og kan ikke konkurrere med produkter baseret på SQL standarden.

## dBASEs programmingssprog
dBASE har et eget indbygget programmingssprog til søgninger og databehandling. Nogle hævder at det er et godt ad-hoc værktøj, da man i modsætning til SQL, kan gemme og genanvende mellemliggende trin i processen.
Kritikere hævder at sproget er "modalt", hvilket vil sige at det enkelte udtryk er stærkt afhængigt af kørselsmiljøets opsætning. Dette er af mindre betydning i et hændelsesstyret system. At sproget er modalt gør det også mere kompakt i visse situationer, da man ikke behøver at angive sammenhæng, hægter og stier til hver eneste udtryk i en relateret gruppe.

### Programmeringseksempler
I det følgende eksempel åbnes tabellen med ansatte ("empl") og der sættes et filter op så kun ledere (med en eller flere underordnede) får en 10 procents lønstigning og resultatet vises i en tabel. Filteres slås fra (for at vise alle ansatte) og navn og løn udskrives for alle.
```
 use empl            
 set filter to supervises > 0
 replace all salary with salary * 1.1
 browse
 set filter to
 list all fname, lname, salary to print
```

dBase var også et af de første sprog der havde implementeret streng evaluering (længe før Perl)
```
 i = 0
 macro = "i + 10"
 i = &macro
 // i now has the value 10
```

## .dbf filformatet
Et af hovedtrækkene for dBASE er dets .dbf filformat, som siden er blevet kopieret af adskillige andre systemer som for eksempel shapefile formatet udviklet af ESRI som bruger .dbf filer til at gemme attribut data.
dBASE's database system var et af de første som anvendte en "header" sektion til at beskrive datastrukturen i filen. Dette betød at programmet ikke behøvede et detaileret kendskab til datastrukturen, men kunne læses den fra datafilen.

## Eksterne link
- dBASE, Inc.
- Beskrivelse af xBase filformatet